# Callala Bay
Callala Bay – miasto w Australii, w stanie Nowa Południowa Walia.